# Peter Feddersen
Peter Feddersen (16. januar 1750 i Christiania – 1. februar 1822 i København) var en dansk justitiarius i Højesteret.
Hans forældre var magistratspræsident, senere konferensråd Nicolai Feddersen (1699-1769) og Ditlevine Collett (1727-1803). Han blev 1767 privat dimitteret til Københavns Universitet, 1770 juridisk kandidat, samme år auskultant i Overhofretten i Norge, 1771 protokolsekretær i Højesteret, 1778 assessor i Hof- og Stadsretten i København og 1782 assessor i Højesteret; 1799 blev han 3. deputeret i Danske Kancelli og chef for dettes norske justitsdepartement, men forretningerne i centraladministrationen tiltalte ham ikke, og da der i året 1804 blev en plads ledig som assessor i Højesteret, benyttede han lejligheden til atter at indtræde i sin tidligere stilling, uagtet han allerede var avanceret til at være 1. deputeret i Kancelliet. 1815 udnævntes han til justitiarius i Højesteret efter Christian Colbiørnsen og forblev i denne stilling indtil sin død, 1. februar 1822. I året 1799 var han blevet etatsråd, 1810 Ridder af Dannebrog, 1811 konferensråd, 1815 Kommandør af Dannebrog, 1817 Storkors af Dannebrog og 1821 gehejmekonferensråd. Han var ugift.
Han er begravet på Assistens Kirkegård.